# Australische Wüstengrundel
Die Australische Wüstengrundel (Chlamydogobius eremius) ist ein Fisch aus der Familie der Oxudercidae innerhalb der Grundelartigen (Gobiiformes). Sie lebt in ständig Wasser führenden Quellen und Wasserläufen im Einzugsgebiet des Eyre-Sees in Zentralaustralien. In ihren Heimatgewässern muss sie starke Schwankungen der Temperatur (10 bis 35 °C), des pH-Wertes und der Salinität tolerieren. Außerdem verträgt sie auch einen geringen Sauerstoffgehalt.

## Merkmale
Australische Wüstengrundeln haben die typische langgestreckte, im Querschnitt drehrunde Grundelgestalt, einen bulligen Kopf und ein großes Maul. Sie zeigen einen ausgeprägten Sexualdimorphismus: Die männlichen Tiere haben eine gräuliche Grundfarbe, vor allem die vordere Körperhälfte zeigt je nach Stimmung ein intensives gelb. Die erste Rückenflosse ist blau, im oberen Drittel gelb und kleiner als die zweite Rückenflosse, die graublau und oben weiß gesäumt ist. Auch die After- und die Schwanzflosse sind blau gefärbt und haben einen weißen Rand. Die Brustflossen sind gelb, durchscheinend und groß. Die Weibchen sind unauffällig grau bis grauoliv gefärbt, nur die vordere Rückenflosse ist blau.
Australische Wüstengrundeln werden sechs Zentimeter lang.

## Lebensweise
Die Fische halten sich bevorzugt in schattigen und durch Pflanzen und Steine gegliederten Bereichen ihrer Heimatgewässer auf. Sie bilden Reviere, die Männchen sind untereinander unverträglich. Australische Wüstengrundeln ernähren sich von Insekten, deren Larven, kleinen Krebstieren, Detritus und feinen Algen. Wie die meisten Grundeln laichen sie in unter Steinen gegrabenen Höhlen, die Brut wird bis zum Schlupf nach fünf bis sieben Tagen vom Männchen bewacht. Mit einem Alter von sechs bis acht Monaten sind die jungen Grundeln ausgewachsen.

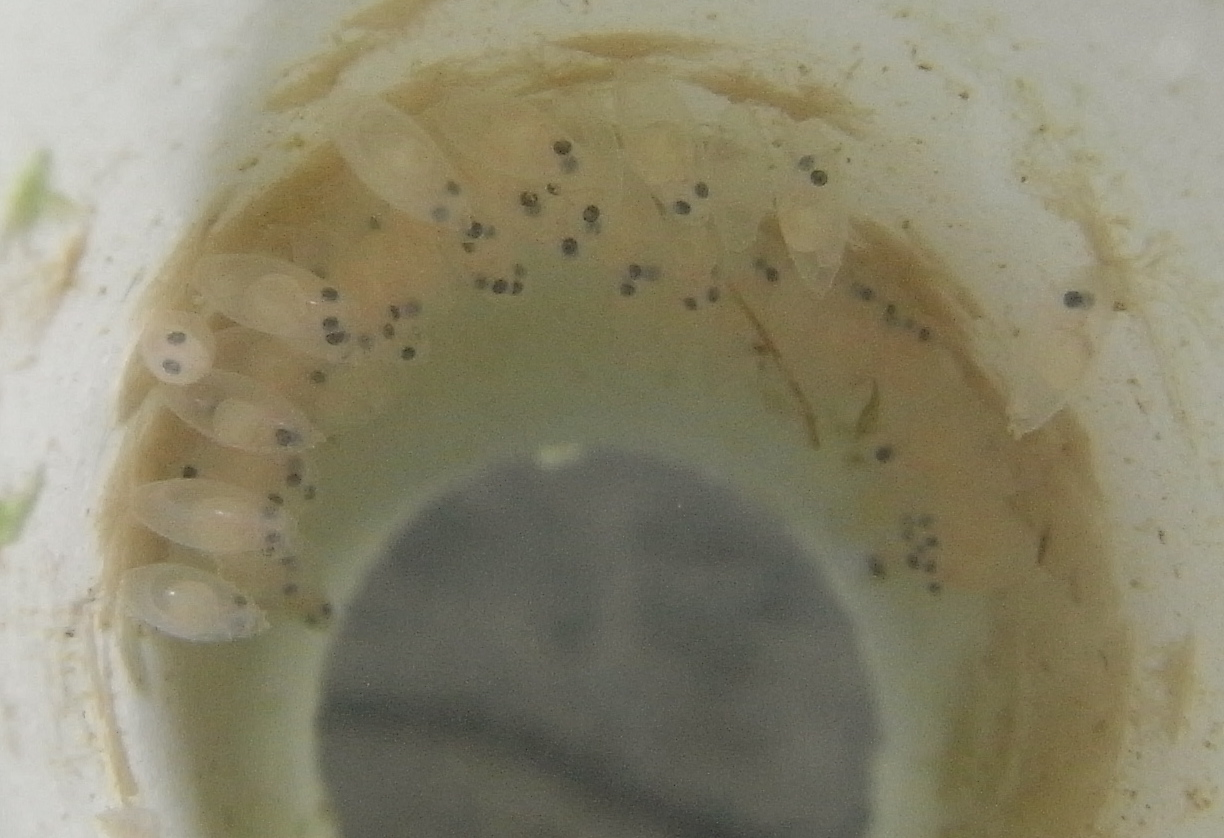
7 Tage altes Gelege im Aquarium